# Claviciterio
Il claviciterio è un tipo di clavicembalo con le corde disposte in verticale.
Nel XVI secolo, l'aspetto è simile a quello di un organo portativo. Nel XVIII secolo, la cassa armonica assume l'aspetto di un armadio. Lo strumento può essere poggiato su di un tavolo o possedere una propria base d'appoggio.
Il vantaggio del claviciterio non è solo quello di occupare poco spazio, ma di porre l'esecutore molto vicino alla fonte del suono.

## Meccanismo
Il meccanismo comporta un rinvio tra la tastiera ed i salterelli.  
Questo rinvio si è evoluto nel corso di quattro secoli:
- da un semplice strumento ad uncino presso gli italiani, con la coda del tasto a "u" per ritornare verso l'esecutore, la linguetta è inserita direttamente nel ritorno;
- poi da una squadra indipendente dalla tastiera, un vero salterello legato e articolato alla squadra;
- successivamente viene introdotta una seconda fila di corde, i salterelli vengono accoppiati e la distanza tra tastiera e squadra è colmata da una barretta (Albert Delin 1752);
- il claviciterio può essere collocato in posizione orizzontale o verticale (Jean-Paul Rouaud 1990).

## Testi antichi
La prima citazione conosciuta è del 1460 di Paulus Paulirinus ma lo strumento può darsi esistesse già da prima.
Si conosce una rappresentazione in un retablo scolpito da Kefermarkt (Austria) della fine del XV secolo. 
Lo si trova rappresentato in un'incisione in Musica getutscht di Sebastian Virdung (1511). Questo claviciterio possiede 38 tasti fa/sol senza fa #. Virdung indica che questo clavicembalo verticale è un'invenzione recente e che ha delle corde in budello.  
Michael Praetorius, nel suo Syntagma musicum (1619) trovò una sonorità di arpa probabilmente dovuta alle corde in budello.

## Strumenti noti
- Il claviciterio più antico a noi noto è quello conservato al Royal College of Music di Londra, costruito ad Ulm intorno 1480.
- Claviciterio italiano di fine XVII secolo, Metropolitan Museum, New York,
- Martin Kaiser costruì un claviciterio nel 1675 per Leopoldo I, Kunsthistorisches Museum, Vienna.
- Anonimo del XVII secolo, Deutschesmuseum, Monaco di Baviera.
- un claviciterio firmato "Petrus di Paulus 1587" costruito nel 1895 da Leopoldo Franciolini, contraffattore fiorentino, con parti recuperate da diversi clavicembali.
- Albert Delin attivo dal 1750 al 1770 a Tournai costruì parecchi claviciteri con salterelli accoppiati, MIM Bruxelles, Museo di Berlino e L'Aia.

Nel 1763 erano attivi: Despinois e Obert.  
- Brelin (1741) inventa un claviciterio con 8 registri e pedali.
- Domenico Del Mela, inventore del pianoforte verticale nel 1739 (Conservatorio Luigi Cherubini, Firenze), si ispirò al claviciterio.

Sono state realizzate alcune copie, in particolare di quello del Royal College of Music di Londra, da Adlam Burnett ed Emil Jobin. Jean-Paul Rouaud costruì dei claviciteri nel XVIII secolo con un meccanismo migliorato, e che possono essere ribaltati potendo essere suonati sia in posizione verticale che orizzontale. La maggior parte dei costruttori di clavicembalo ne realizzarono e David Boinnard fu uno specialista di strumenti con corde di budello.